# Antiphanes
Antiphanes (altgriechisch Ἀντιφάνης Antiphánēs; * 408/404 v. Chr.; † wohl nach 320 v. Chr. in Chios oder Kios) war ein griechischer Komödiendichter. Er galt schon in der Antike als einer der bedeutendsten Autoren der „Mittleren“ Komödie oder sogar als deren Hauptvertreter.
Die Angaben über die Herkunft des Antiphanes schwanken; er soll Athener gewesen sein, doch nach der Suda wurde auch behauptet, er stamme aus Kios, Smyrna oder Rhodos. Seine Karriere als Dichter begann er in den 380er Jahren. Sie dauerte ungewöhnlich lange, nämlich bis um 320 v. Chr. oder vielleicht noch länger. In der Liste der Sieger beim Wettkampf der Lenäen ist er allerdings erst relativ spät verzeichnet, musste also lange auf seinen ersten Sieg bei diesem Fest warten. Seine Position in der Lenäenliste ist nach Anaxandrides und vor Alexis, das heißt, sein erster Erfolg fällt ins zweite Viertel des 4. Jahrhunderts v. Chr. Er scheint erst um oder nach 320 v. Chr. gestorben zu sein; der Leichnam wurde nach Athen gebracht und dort beigesetzt.
Die Zahl seiner Werke war außergewöhnlich hoch; wahrscheinlich verfasste er insgesamt 260 Stücke, es sind 138 oder 140 Werktitel bekannt. Überliefert sind daraus 318 sicher authentische, teils längere Fragmente – die weitaus meisten bei Athenaios – sowie eine Reihe von zweifelhaften. Von den Titeln beziehen sich etwa neun Zehntel auf Personen (wohl in der Regel die jeweiligen Protagonisten), die übrigen auf Gegenstände, Orte oder Ereignisse. Zu den Titelfiguren zählen u. a. namentlich genannte Götter, mythologische Gestalten und Hetären; manche in den Titeln vorkommende Personen werden nur nach ihrem Beruf, ihrer Tätigkeit oder Herkunft oder nach Eigenschaften benannt, etwa Der Maler, Der Wagenlenker, Der Parasit, Der Bäuerliche oder Die Stumme.      
In der Antike waren die Komödien des Antiphanes sehr beliebt. Die erhaltenen Fragmente lassen zwar die Handlungsführung kaum erkennen, zeugen aber von einer Eleganz und Originalität, welche die hohe Wertschätzung des Dichters beim antiken Theater- und Lesepublikum nachvollziehen lässt.